# Màrcia Furnil·la
Màrcia Furnil·la (en llatí Marcia Furnilla) va ser una emperadriu romana. Era filla de Quint Marci Barea Sura, i formava part de la branca plebea de la gens Màrcia. Era germana de Màrcia, mare de l'emperador Trajà.
Va ser la segona esposa de l'emperador Titus. Aquest se'n va divorciar després de la mort de la seva filla Júlia Flàvia, segons Suetoni. Alguns comentaristes proposen canviar el nom de Furnilla per Fulvia o Fulvilla, a partir d'una moneda que porta la llegenda Φουλβία Σεβαστή. Però la moneda és força dubtosa, i fins i tot si és genuïna potser es refereix a Fúlvia Plautil·la, l'esposa de Caracal·la. És improbable que s'hagués encunyat una moneda en honor d'una dona que s'havia divorciat i que se li hagués de donar el títol d'Augusta.